# بسته‌بندی دیسک نوری

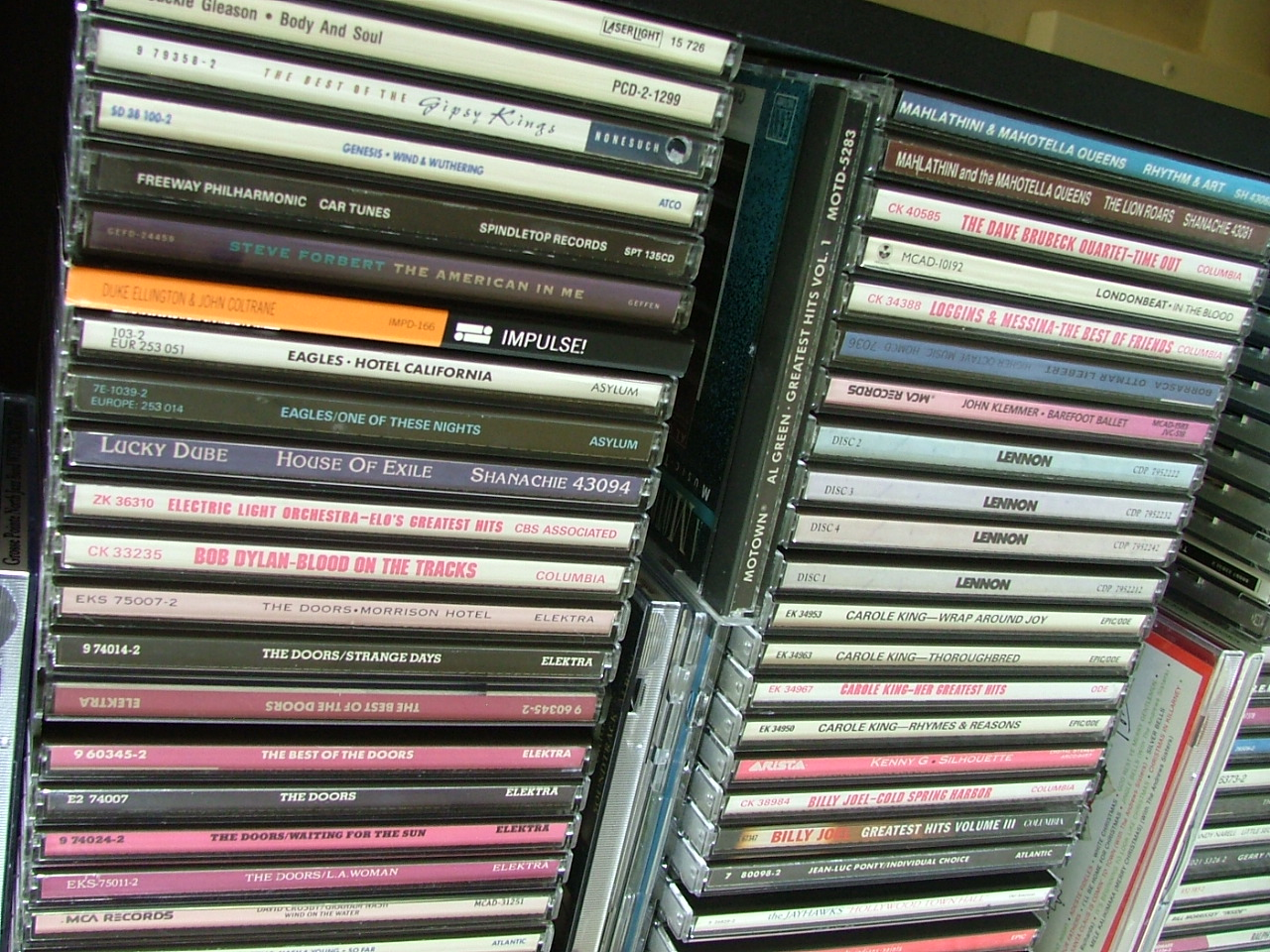
بسته‌های دیسک نوری

بسته‌بندی دیسک نوری بسته بندی است که لوح فشرده، دی‌وی‌دی و سایر فرمت‌های لوح نوری را نگهداری می‌کند. اکثر بسته‌بندی‌ها سخت یا نیمه‌سخت هستند و برای محافظت از رسانه در برابر خراش و سایر انواع آسیب‌ها طراحی شده‌اند.

## جعبه جواهرات

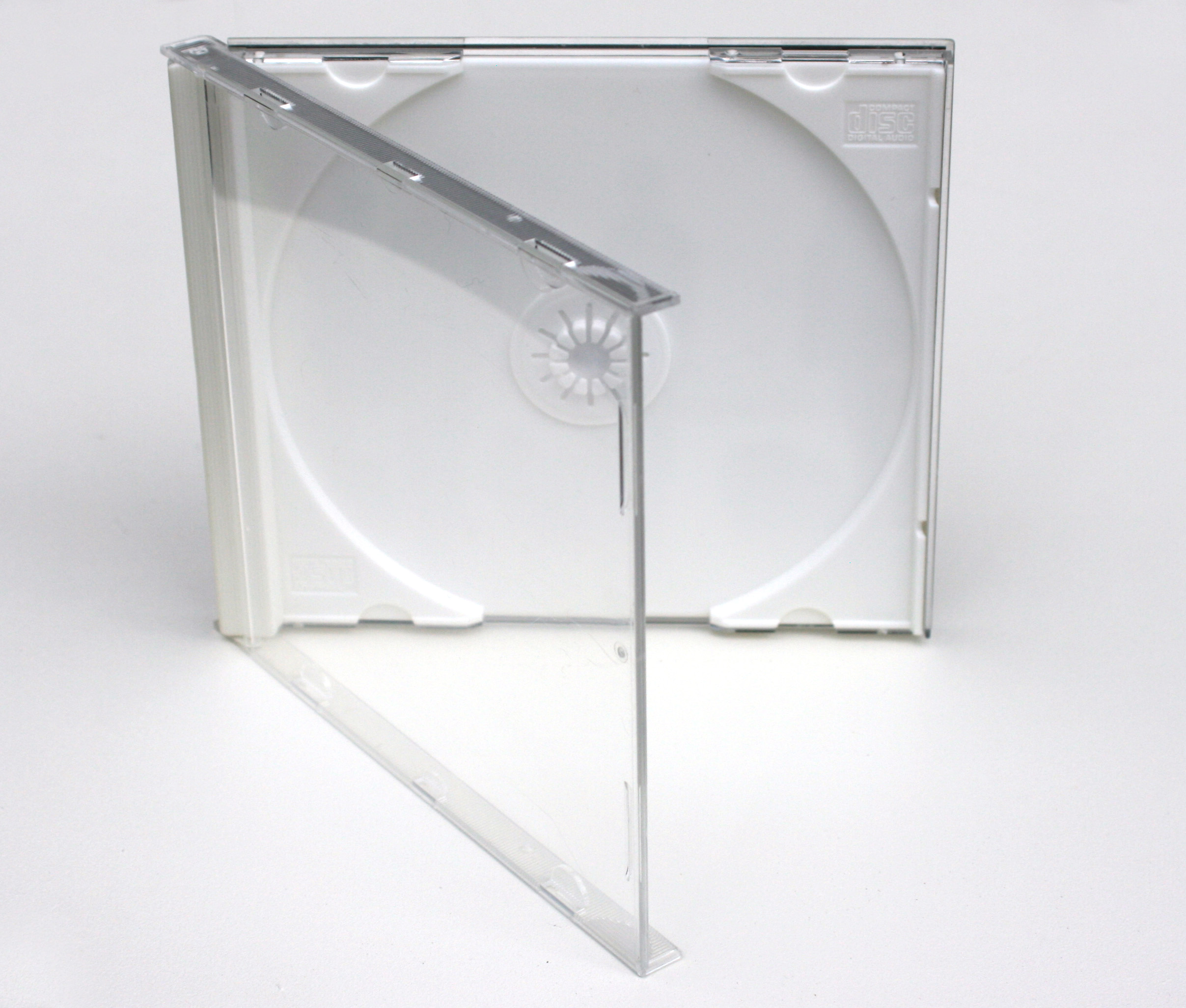
یک جعبه سی‌دی جواهر

کیس سی‌دی جواهر یک جعبه لوح فشرده است که از زمانی که لوح فشرده برای اولین بار در سال ۱۹۸۲ عرضه شد مورد استفاده قرار گرفته است. این یک جعبه پلاستیکی سه‌تکه است که ابعاد آن ۱۴۲ در ۱۲۵ در ۱۰ میلیمتر (۵٫۵۹ در ۴٫۹۲ در ۰٫۳۹ اینچ) ، حجم ۱۷۷٫۵ مترسانتی مکعب (۱۰٫۸۳ اینچ مکعب) ، که معمولاً حاوی یک لوح فشرده همراه با نت های خطی و یک کارت پشتی است. دو نیمه شفاف متضاد با هم لولا شده اند تا محفظه را تشکیل دهند، نیمه پشتی سینی رسانه ای را نگه می دارد که دیسک را با سوراخ آن می گیرد. هر سه قسمت از پلی استایرن تزریقی ساخته شده اند. 

## استیل‌بوک
استیل‌بوک یک نام تجاری برای محفظه دیسکی است که از فلز بادوام ساخته شده است تا بسته‌ای به سبک جعبه حلبی ایجاد کند که از نظر اندازه و شکل شبیه به کیس نگهدارنده است. از آن در مجموعه‌های یادگاری مانند نسخه‌های کلکسیونر استفاده می‌شود و معمولاً با آثار هنری تمام رنگی، لاک‌شده و برجسته چاپ می‌شود تا ابعاد بصری بیشتری ارائه دهد. 